# Glucoraphanin

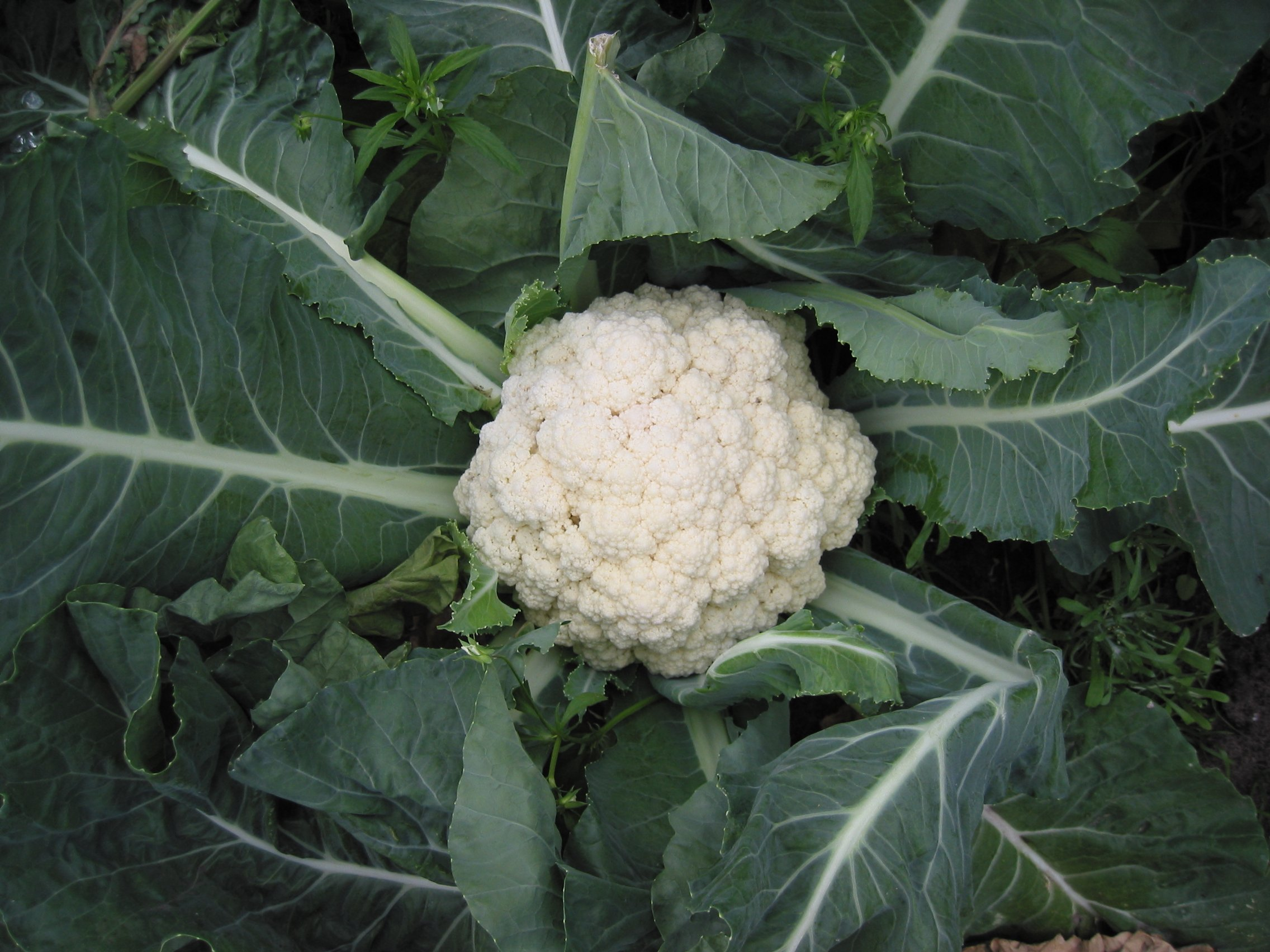
Blumenkohl

Glucoraphanin ist ein Senfölglykosid (Glucosinolat), welches in verschiedenen Kreuzblütengewächsen vorkommt, besonders in Kohlsorten wie Brokkoli und Blumenkohl.
Bei der enzymatischen Hydrolyse (z. B. durch die pflanzeneigene Myrosinase) des Glucoraphanins wird Sulforaphan gebildet.